# Always on display

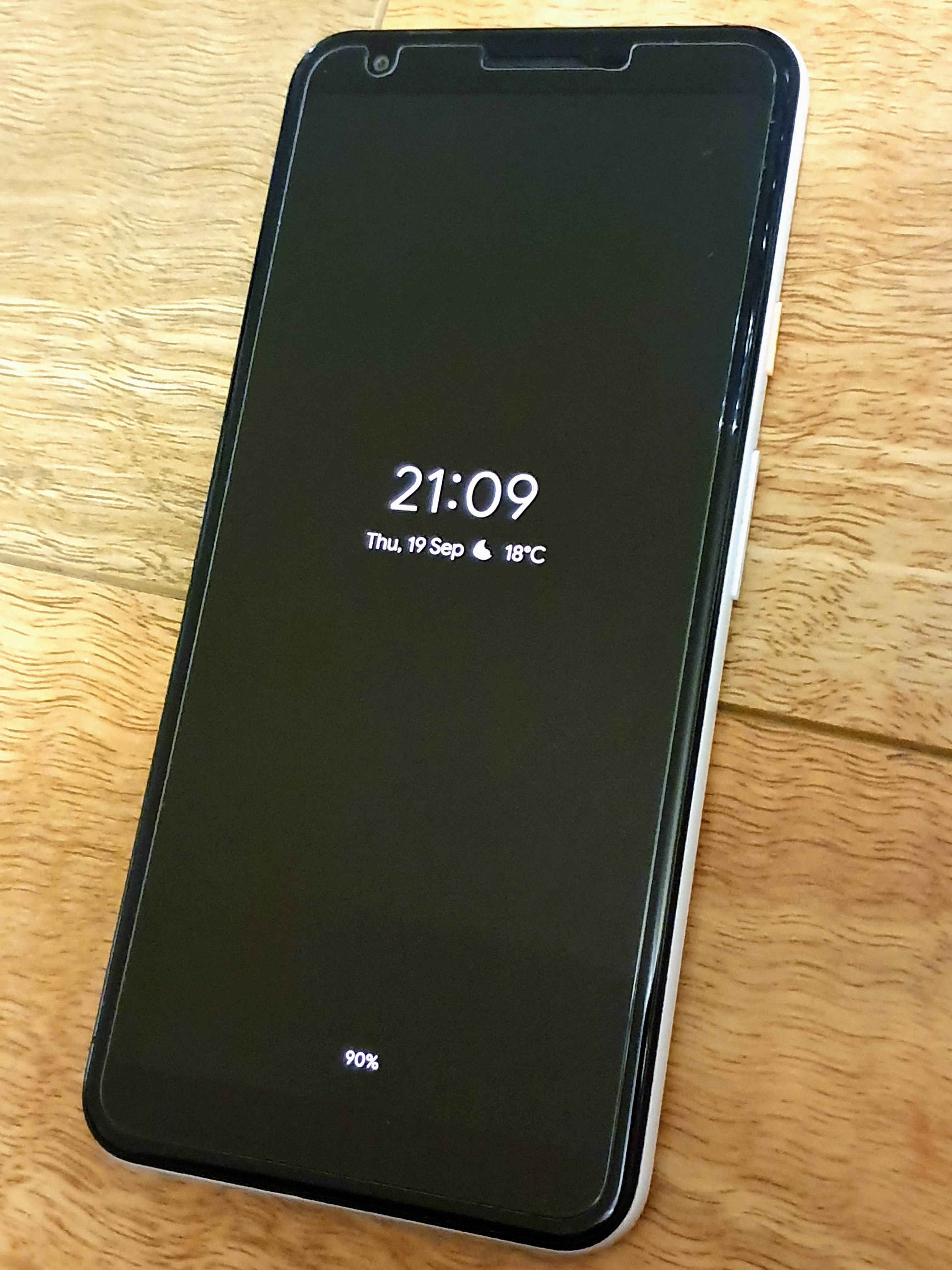
Google Pixel 3a XL ukazující Always on display.

Always on display (zkratka AOD, též Ambient Display nebo Active Display) je vlastnost displejů pro mobilní telefony a chytré hodinky, která umožňuje zobrazovat informace na displeji, i když je zařízení uspáno. Jako první uvedla tuto vlastnost firma Nokia na TFT displejích mobilních telefonů Nokia N70 (v roce 2008) a Nokia 6303 (prodej začal až o rok později), kde bylo při zobrazování proužku s oznámením vypnuto podsvícení displeje. Později byla technologie v roce 2010 vylepšena s příchodem AMOLED displejů na telefonech Nokia N8, C7, C6-01 a E7, kde AMOLED displej umožňuje rozsvítit jen body s oznámením (zbytek bodů na displeji je vypnutý, což šetří spotřebu energii z akumulátoru). Funkce AOD byla standardem na většině telefonů Microsoft Lumia od roku 2013, řady Samsung Galaxy od verze S7 (2016), od Google Pixel 2 (2017) a dalších telefonech různých značek. Apple uvedl tuto funkci v roce 2019 u Apple Watch Series 5 a v roce 2022 u modelu iPhone 14 Pro.